# Munir Thalib

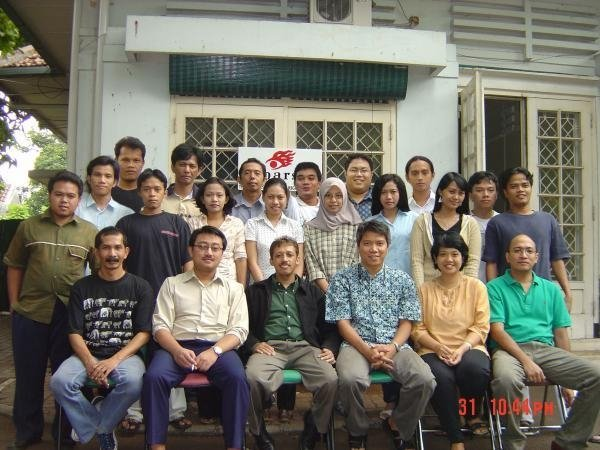
Munir Said Thalib (2004).

Munir Said Thalib, född 8 december 1965, död 7 september 2004, var en av Indonesiens mest kända människorättskämpar, när han förgiftades med arsenik och avled under en flygresa från Jakarta till Amsterdam 7 september 2004. Den misstänkte Pollycarpus Priyanto dömdes först till 14 års fängelse för mordet, men frikändes senare på grund av bristande bevis.